# Ганбах
Ганбах (нім. Hahnbach) — громада в Німеччині, розташована в землі Баварія. Підпорядковується адміністративному округу Верхній Пфальц. Входить до складу району Амберг-Зульцбах. Центр об'єднання громад Ганбах.
Площа — 67,41 км2. Населення становить 4955 ос. (станом на 31 грудня 2020).